# Loď lásky (seriál)
Loď lásky (v anglickém originále Love Boat: The Next Wave) je americký komediálně-dramatický televizní seriál, jehož autorkami jsou Brenda Hampton a Catherine LePard. Premiérově byl vysílán v letech 1998–1999 na stanici UPN. Celkově bylo natočeno 25 dílů rozdělených do dvou řad. Pořad je volným pokračováním seriálu The Love Boat z let 1977–1986.

## Příběh
Na luxusní výletní loď Sun Princess nově nastupuje jako kapitán Jim Kennedy III, bývalý důstojník amerického námořnictva, který si na plavidlo bere i svého dospívajícího a problémového syna Dannyho. Posádka lodi musí následně během plaveb řešit množství milostných intrik a problémů, jež se týkají především cestujících, kteří si zakoupili cestu na Sun Princess.

## Obsazení
- Robert Urich jako kapitán Jim Kennedy III
- Phil Morris jako Will Sanders
- Stacey Travis jako Suzanne Zimmermanová (1. řada)
- Corey Parker jako doktor John Morgan
- Randy Vasquez jako Paolo Kaire
- Kyle Howard jako Danny Kennedy
- Joan Severance jako Camille Hunterová
- Heidi Mark jako Nicole Jordanová (2. řada)

## Vysílání
| Řada | Díly | Premiéra v USA | Premiéra v USA  | Premiéra v ČR      | Premiéra v ČR      |
| Řada | Díly | První díl      | Poslední díl    | První díl          | Poslední díl       |
| ---- | ---- | -------------- | --------------- | ------------------ | ------------------ |
| 1    | 6    | 13. dubna 1998 | 18. května 1998 | 30. září 1999      | 11. listopadu 1999 |
| 2    | 19   | 9. října 1998  | 21. května 1999 | 18. listopadu 1999 | 30. března 2000    |